# Sangaris octomaculata
Sangaris octomaculata là một loài bọ cánh cứng trong họ Cerambycidae.